# القفقف (بكيل المير)

تعديل مصدري - تعديل

القفقف هي إحدى قرى عزلة العطن بمديرية بكيل المير التابعة لمحافظة حجة، بلغ تعداد سكانها 136 نسمة حسب تعداد اليمن لعام 2004.